# Timo Hammarberg
Timo Hammarberg (* 10. Januar 2004 in Wiener Neustadt) ist ein österreichischer Beachvolleyballspieler.

## Karriere

### Jugend und Junioren
Als Kind war der Niederösterreicher in seinem Heimatort für den ESV Haidbrunn-Wacker Wiener Neustadt im Fußball aktiv. Später startete er im Hallenvolleyball für die U17- und die U21-Auswahl seines Heimatlandes. 2020 nahm er mit Laurenc Grössig zum ersten Mal an einem europäischen Beachwettbewerb teil. Die beiden wurden Achte bei den unter Zwanzigjährigen. Ein Jahr später gelang Hammarberg mit Tim Berger, dem Sohn von Nik Berger, der Gewinn der Bronzemedaille bei der U18-EM und das Erreichen der Runde der besten sechzehn Teams bei der U19-WM. Diese Platzierungen konnten die beiden 2022 noch einmal toppen. Bei der WM standen sie im Viertelfinale und bei den kontinentalen Titelkämpfen der unter Zwanzigjährigen auf der obersten Stufe des Podests. Hinzu kam eine weitere Bronzemedaille mit Grössig bei der Junioreneuropameisterschaft. Ein Jahr später standen Berger und Hammarberg auch bei Welttitelkämpfen zum ersten Mal auf dem Stockerl. Wie bei der U20-EM erreichten sie bei der U21-WM das Endspiel. 2024 reichte es immerhin noch zu einer Viertelfinalteilnahme bei der U22-Europameisterschaft.

### Erwachsene
Der erste Sieg im Erwachsenenbereich auf internationaler Ebene gelang dem in der zweitgrößten Stadt Niederösterreichs geborenen Sportler im Dezember 2022, als er mit Laurenc Grössing das Futures in Den Haag gewann. Knapp ein Jahr später wurden Tim Berger und Timo Hammarberg Erste beim gleichwertigen Wettbewerb auf Mallorca. 2024 kamen Silber und Bronze bei den Futures in Baden und Leuven hinzu. Bei den meisten Turnieren in dieser Saison standen die jungen Österreicher wie auch schon in den vorigen Spielzeiten auf der gleichen Seite des Netzes. Wenn sich jedoch eine Chance für eine bessere Platzierung bzw. die Teilnahme an einer Veranstaltung bot, die den beiden aufgrund ihrer Punktzahl im FIVB-Ranking nicht möglich geworden wäre, starteten sie manchmal auch mit anderen Partnern bei internationalen Wettkämpfen. So gehörten bei der Europameisterschaft Timo Hammarberg und Philipp Waller nach dem zweiten Platz in der Gruppenphase und dem Sieg in der ersten Hauptrunde gegen die Ukrainer Popow / Resnik zu den besten sechzehn Duos. Beim Challenge in Chennai gewannen sie Bronze, beim gleichwertigen Event in Nuvali standen sie im Halbfinale. Seit Anfang 2025 waren Hammerberg und Berger nur noch gemeinsam unterwegs. Nach einem siebzehnten Rang beim Challenge in Yucatán und dem zweimaligen Scheitern in der Qualifikation bei den Elite16 in Quintana Roo und Saquarema gelang ihnen der bis zu diesem Zeitpunkt wertvollste Erfolg beim gleichwertigen Wettbewerb in der Hauptstadt Brasiliens. Im Pool konnten sie zunächst die in der Weltrangliste an fünfter Position rangierenden Niederländer Boermans / de Groot wie auch die siebten Evandro / Arthur aus Brasilien bezwingen und in der Runde der Zwölf auch die Fünften der Olympischen Spiele Partain / Benesh eliminieren, bevor sie das zweite Duell gegen die Südamerikaner an diesem Wochenende verloren. Im Nachhinein wurde klar, dass das Team aus der Alpenrepublik in der Vorrunde sowohl die Eventsieger als auch deren Endspielgegner bezwungen hatte.